# Alhama de Almería
Alhama de Almería [alˈa.ma ðe al.meˈɾi.a], von arabisch al-ḥamma / الحمّة / ‚heiße Quelle‘, ist eine Stadt in der autonomen Region Andalusien im Süden Spaniens. Sie gehört zu der Provinz Almería.

## Geographische Lage
Alhama de Almería liegt etwa vier Kilometer von der Südostecke des Naturschutzgebietes der Sierra Nevada (Parque Nacional de Sierra Nevada) entfernt. Die Entfernung zu Almería im Südosten beträgt circa 25 Straßenkilometer. Die Landstraße A 348 nach Almería verläuft entlang des Rio Andarax, z. T. in seinem Tal.

## Sehenswürdigkeiten
Alhama der Almería ist bekannt wegen seines Heilbades für Rheuma- und Nervenleiden. Das Heilwasser enthält kohlensaures Kalzium, Phosphor und Eisen.